# Remo nos Jogos Olímpicos de Verão de 2016 - Quatro sem leve masculino
As provas do quatro sem leve masculino nos Jogos Olímpicos de 2016 decorreram entre 6 e 11 de agosto na Lagoa Rodrigo de Freitas, Rio de Janeiro.

## Formato da competição
As competições de remo desenrolaram-se em formato de rondas, dependendo de quantas embarcações estavam inscritas. Cada regata teve um máximo de seis embarcações participantes, desenrolando-se ao longo de 2000 metros. No quatro sem leve masculino, com 13 embarcações, os três primeiros de cada regata qualificatória seguiram diretamente para as semifinais, e os restantes disputaram vagas adicionais na repescagem (apuraram os três primeiros de cada regata). Nas semifinais os melhores três de cada regata seguiram para a disputa das medalhas (final A), enquanto os restantes decidiram as outras posições na final B.

## Calendário
Os horários são pelo fuso de Brasília (UTC−3).
| Data                       | Hora  | Ronda           |
| -------------------------- | ----- | --------------- |
| Sábado, 6 de agosto        | 12:20 | Qualificatórias |
| Segunda-feira, 8 de agosto | 11:00 | Repescagem      |
| Terça-feira, 9 de agosto   | 10:50 | Semifinais      |
| Quinta-feira, 11 de agosto | 11:44 | Final A         |
| Quinta-feira, 11 de agosto | 13:10 | Final B         |

## Medalhistas
A embarcação da Suíça foi campeã olímpica, superando na final os dinamarqueses (prata) e os remadores da França, que ficaram com o bronze.
|  | SUI Suíça                                           |  | DEN Dinamarca                                                       |  | FRA França                                                        |
|  | Lucas Tramèr Simon Schürch Simon Niepmann Mario Gyr |  | Jacob Barsøe Jacob Larsen Kasper Winther Jørgensen Morten Jørgensen |  | Franck Solforosi Thomas Baroukh Guillaume Raineau Thibault Colard |

## Resultados
Estes foram os resultados da competição:

### Qualificatórias
Os primeiros três classificados apuraram-se para as semifinais, enquanto os restantes competiram por vagas adicionais na repescagem.

#### Qualificatória 1
| Pos. | Remadores                                                         | País                | Tempo   | Notas |
| ---- | ----------------------------------------------------------------- | ------------------- | ------- | ----- |
| 1    | Stefano Oppo Martino Goretti Livio La Padula Pietro Ruta          | ITA Itália          | 6:03.26 | SA/B  |
| 2    | Jin Wei Zhao Jingbin Yu Chenggang Wang Tiexin                     | CHN China           | 6:03.43 | SA/B  |
| 3    | Lucas Tramèr Simon Schürch Simon Niepmann Mario Gyr               | SUI Suíça           | 6:03.52 | SA/B  |
| 4    | Franck Solforosi Thomas Baroukh Guillaume Raineau Thibault Colard | FRA França          | 6:07.31 | R     |
| 5    | Jan Vetešník Ondřej Vetešník Jiří Kopáč Miroslav Vraštil          | CZE República Checa | 6:39.95 | R     |

#### Qualificatória 2
| Pos. | Remadores                                                               | País             | Tempo   | Notas |
| ---- | ----------------------------------------------------------------------- | ---------------- | ------- | ----- |
| 1    | Jacob Barsøe Jacob Larsen Kasper Winther Jørgensen Morten Jørgensen     | DEN Dinamarca    | 5:58.21 | SA/B  |
| 2    | Chris Bartley Mark Aldred Jono Clegg Peter Chambers                     | GBR Grã-Bretanha | 6:01.27 | SA/B  |
| 3    | Spyridon Giannaros Panagiotis Magdanis Stefanos Ntouskos Ioannis Petrou | GRE Grécia       | 6:05.27 | SA/B  |
| 4    | Jonathan Koch Lars Wichert Tobias Franzmann Lucas Schäfer               | GER Alemanha     | 6:14.87 | R     |

#### Qualificatória 3
| Pos. | Remadores                                                   | País               | Tempo   | Notas |
| ---- | ----------------------------------------------------------- | ------------------ | ------- | ----- |
| 1    | James Lassche Peter Taylor Alistair Bond James Hunter       | NZL Nova Zelândia  | 6:03.34 | SA/B  |
| 2    | Robin Prendes Anthony Fahden Edward King Tyler Nase         | USA Estados Unidos | 6:05.61 | SA/B  |
| 3    | Joris Pijs Tim Heijbrock Jort van Gennep Björn van den Ende | NED Países Baixos  | 6:07.88 | SA/B  |
| 4    | Maxwell Lattimer Brendan Hodge Nicolas Pratt Eric Woelfl    | CAN Canadá         | 6:19.44 | R     |

### Repescagem
Os primeiros três qualificaram-se para as semifinais.
| Pos. | Remadores                                                         | País                | Tempo   | Notas |
| ---- | ----------------------------------------------------------------- | ------------------- | ------- | ----- |
| 1    | Franck Solforosi Thomas Baroukh Guillaume Raineau Thibault Colard | FRA França          | 6:01.18 | SA/B  |
| 2    | Jonathan Koch Lars Wichert Tobias Franzmann Lucas Schäfer         | GER Alemanha        | 6:03.29 | SA/B  |
| 3    | Jan Vetešník Ondřej Vetešník Jiří Kopáč Miroslav Vraštil          | CZE República Checa | 6:04.30 | SA/B  |
| 4    | Maxwell Lattimer Brendan Hodge Nicolas Pratt Eric Woelfl          | CAN Canadá          | 6:05.35 |       |

### Semifinais
Os três primeiros de cada semifinal seguiram para a final A disputando as medalhas, e os restantes competiram na final B.

#### Semifinal 1
| Pos. | Remadores                                                         | País              | Tempo   | Notas |
| ---- | ----------------------------------------------------------------- | ----------------- | ------- | ----- |
| 1    | Stefano Oppo Martino Goretti Livio La Padula Pietro Ruta          | ITA Itália        | 6:06.56 | FA    |
| 2    | Franck Solforosi Thomas Baroukh Guillaume Raineau Thibault Colard | FRA França        | 6:07.32 | FA    |
| 3    | James Lassche Peter Taylor Alistair Bond James Hunter             | NZL Nova Zelândia | 6:08.96 | FA    |
| 4    | Chris Bartley Mark Aldred Jono Clegg Peter Chambers               | GBR Grã-Bretanha  | 6:10.46 | FB    |
| 5    | Joris Pijs Tim Heijbrock Jort van Gennep Björn van den Ende       | NED Países Baixos | 6:12.87 | FB    |
| 6    | Jonathan Koch Lars Wichert Tobias Franzmann Lucas Schäfer         | GER Alemanha      | 6:18.43 | FB    |

#### Semifinal 2
| Pos. | Remadores                                                               | País                | Tempo   | Notas |
| ---- | ----------------------------------------------------------------------- | ------------------- | ------- | ----- |
| 1    | Lucas Tramèr Simon Schürch Simon Niepmann Mario Gyr                     | SUI Suíça           | 6:17.85 | FA    |
| 2    | Jacob Barsøe Jacob Larsen Kasper Winther Jørgensen Morten Jørgensen     | DEN Dinamarca       | 6:19.62 | FA    |
| 3    | Spyridon Giannaros Panagiotis Magdanis Stefanos Ntouskos Ioannis Petrou | GRE Grécia          | 6:23.95 | FA    |
| 4    | Robin Prendes Anthony Fahden Edward King Tyler Nase                     | USA Estados Unidos  | 6:26.82 | FB    |
| 5    | Jin Wei Zhao Jingbin Yu Chenggang Wang Tiexin                           | CHN China           | 6:27.27 | FB    |
| 6    | Jan Vetešník Ondřej Vetešník Jiří Kopáč Miroslav Vraštil                | CZE República Checa | 6:33.43 | FB    |

### Finais

#### Final B
| Pos. | Remadores                                                   | País                | Tempo   | Notas |
| ---- | ----------------------------------------------------------- | ------------------- | ------- | ----- |
| 1    | Chris Bartley Mark Aldred Jono Clegg Peter Chambers         | GBR Grã-Bretanha    | 6:31.54 |       |
| 2    | Jin Wei Zhao Jingbin Yu Chenggang Wang Tiexin               | CHN China           | 6:32.78 |       |
| 3    | Jonathan Koch Lars Wichert Tobias Franzmann Lucas Schäfer   | GER Alemanha        | 6:35.83 |       |
| 4    | Robin Prendes Anthony Fahden Edward King Tyler Nase         | USA Estados Unidos  | 6:36.93 |       |
| 5    | Joris Pijs Tim Heijbrock Jort van Gennep Björn van den Ende | NED Países Baixos   | 6:37.28 |       |
| 6    | Jan Vetešník Ondřej Vetešník Jiří Kopáč Miroslav Vraštil    | CZE República Checa | 6:43.52 |       |

#### Final A
| Pos.              | Remadores                                                               | País              | Tempo   | Notas |
| ----------------- | ----------------------------------------------------------------------- | ----------------- | ------- | ----- |
| Medalha de ouro   | Lucas Tramèr Simon Schürch Simon Niepmann Mario Gyr                     | SUI Suíça         | 6:20.51 |       |
| Medalha de prata  | Jacob Barsøe Jacob Larsen Kasper Winther Jørgensen Morten Jørgensen     | DEN Dinamarca     | 6:21.97 |       |
| Medalha de bronze | Franck Solforosi Thomas Baroukh Guillaume Raineau Thibault Colard       | FRA França        | 6:22.85 |       |
| 4                 | Stefano Oppo Martino Goretti Livio La Padula Pietro Ruta                | ITA Itália        | 6:25.52 |       |
| 5                 | James Lassche Peter Taylor Alistair Bond James Hunter                   | NZL Nova Zelândia | 6:28.14 |       |
| 6                 | Spyridon Giannaros Panagiotis Magdanis Stefanos Ntouskos Ioannis Petrou | GRE Grécia        | 6:36.47 |       |